# Siri (gruppo etnico)

Bandiera del popolo Arameo Siriaco

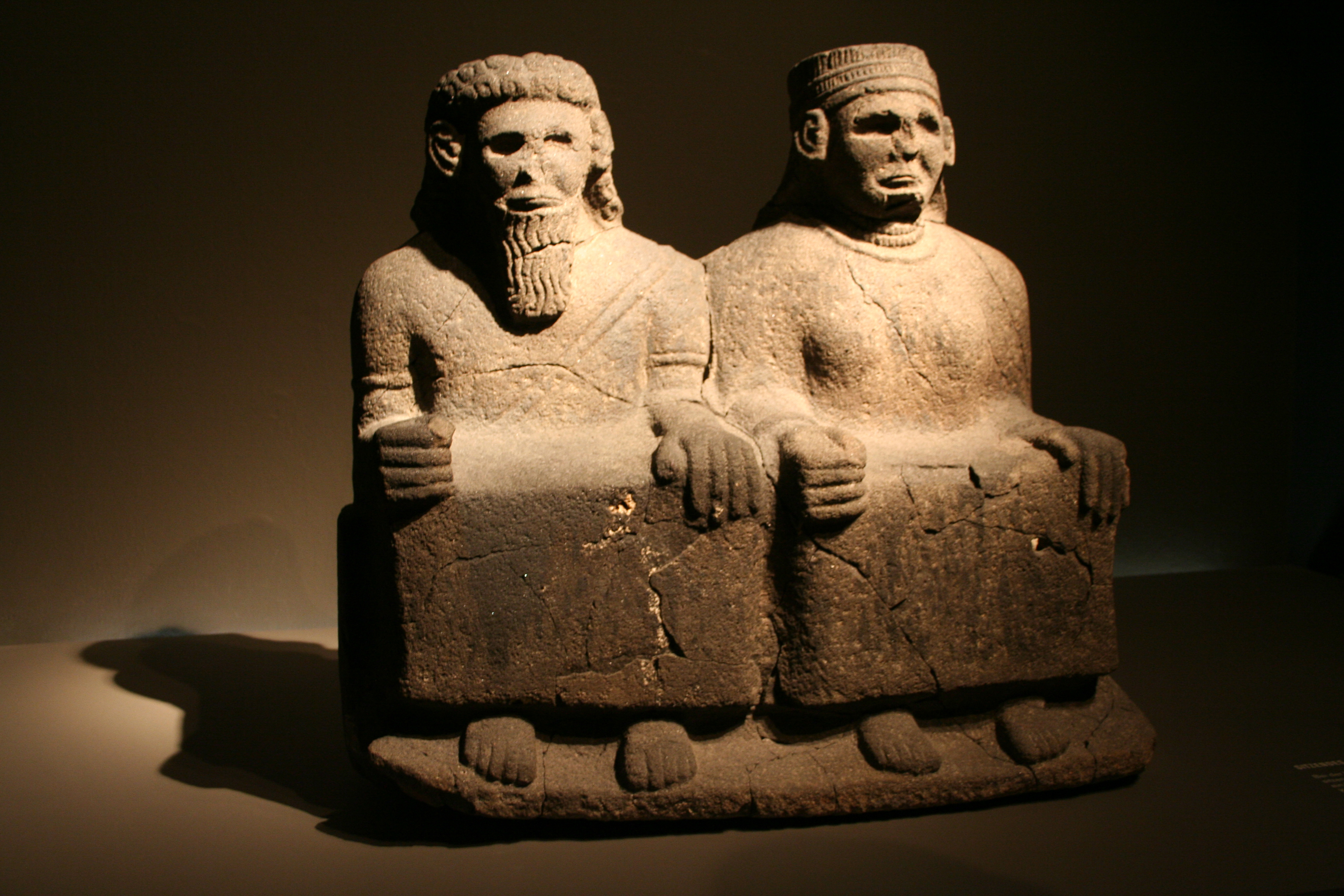
Ritrovamento di una raffigurazione di leoni, secondo la cultura degli antichi Aramei.

I Siri, o Siriaci, sono stati una popolazione semitica, di origine aramaica, che abitò l'attuale Siria dal XII secolo a.C. fino a dopo il VII secolo.

## Storia
Si inizia a parlare di un gruppo etnico siro a partire circa dal XII secolo a.C., con l'immigrazione in Siria degli Aramei provenienti dal deserto siro-arabico, che iniziò a imprimere un carattere semitico al Paese.
Tale gruppo restò in seguito dominante in Siria, resistendo all'ellenizzazione dei Seleucidi (dal IV al I secolo a.C.), e mantenendo una propria fisionomia etnica e culturale anche di fronte alla conquista islamica della Siria (634-638), a seguito della quale la popolazione siriaca si fuse man mano con i vincitori arabi.

## Lingua
La lingua parlata dai Siri era il siriaco, una lingua semitica appartenente al gruppo dell'aramaico orientale, che si è mantenuto sino ai giorni nostri in alcune località dell'alta Mesopotamia e della Siria occidentale, oltre che nell'uso liturgico. Viene scritta con un proprio alfabeto, varietà degli alfabeti aramaici.

## Letteratura
Nella lingua siriaca classica fu scritta una grande letteratura di contenuto in grande prevalenza religioso cristiano, che fiorì dal II al XIII secolo d.C. Una letteratura, nei dialetti moderni derivati dal siriaco classico, continua ai nostri giorni.

## Religione
La religione originale dei Siri derivava da quella aramea: i Siri adoravano divinità come il dio del Sole El-Gabal, il cui culto proveniva dalla città di Emesa, e Atargatis, chiamata dai Romani Dea Syiria, il cui centro principale era Hierapolis Bambyce.
Fin dall'inizio della sua espansione, il cristianesimo si diffuse in Siria, in particolare ad Antiochia, con la nascita del Patriarcato di Antiochia, la cui autorità arrivò nel V secolo ad estendersi dall'isola di Cipro fino alla Persia inclusa. Questi subì però la scissione del nestorianesimo prima (adottato dalla Chiesa d'Oriente) e, dopo il concilio di Calcedonia (451) che condannava in pieno il monofisismo, di quella che viene chiamata Chiesa ortodossa siriaca, organizzata dall'arcivescovo Giacomo Baradeo; i cristiani rimasti fedeli all'imperatore bizantino vennero invece da quel momento chiamati "melchiti".
I Siriaci che divennero musulmani dopo la conquista arabo/islamica dell'area smisero di chiamarsi Siri per assumere l'etnonimo di Arabi, e costituiscono tutt'oggi l'etnia dominante dell'area, che differisce per diversi aspetti dall'etnia araba "pura" abitante i Paesi della penisola arabica.